# RadioDNS
RadioDNS  est un protocole qui permet à un poste de radio hybride, c'est-à-dire recevant le signal radiodiffusé et en même temps connecté à Internet, de trouver l'adresse Internet du service interactif correspondant à la station actuellement écoutée. 

## Principe
Cette méthode utilise le système Domain Name System pour permettre à ce type d'équipement radio connecté à Internet de rechercher des ressources web à partir de paramètres de diffusion, comme l'identifiant de la station de radio reçu dans le signal diffusé. 
Le projet est un standard ouvert, créé à la base par un ensemble de diffuseurs et de constructeurs. RadioDNS est ainsi utilisé sur des modèles Audi et Volkswagen depuis 2015.

## Normalisation
RadioDNS fait l'objet de deux normes ETSI (UER),.